# 反中華人民共和國

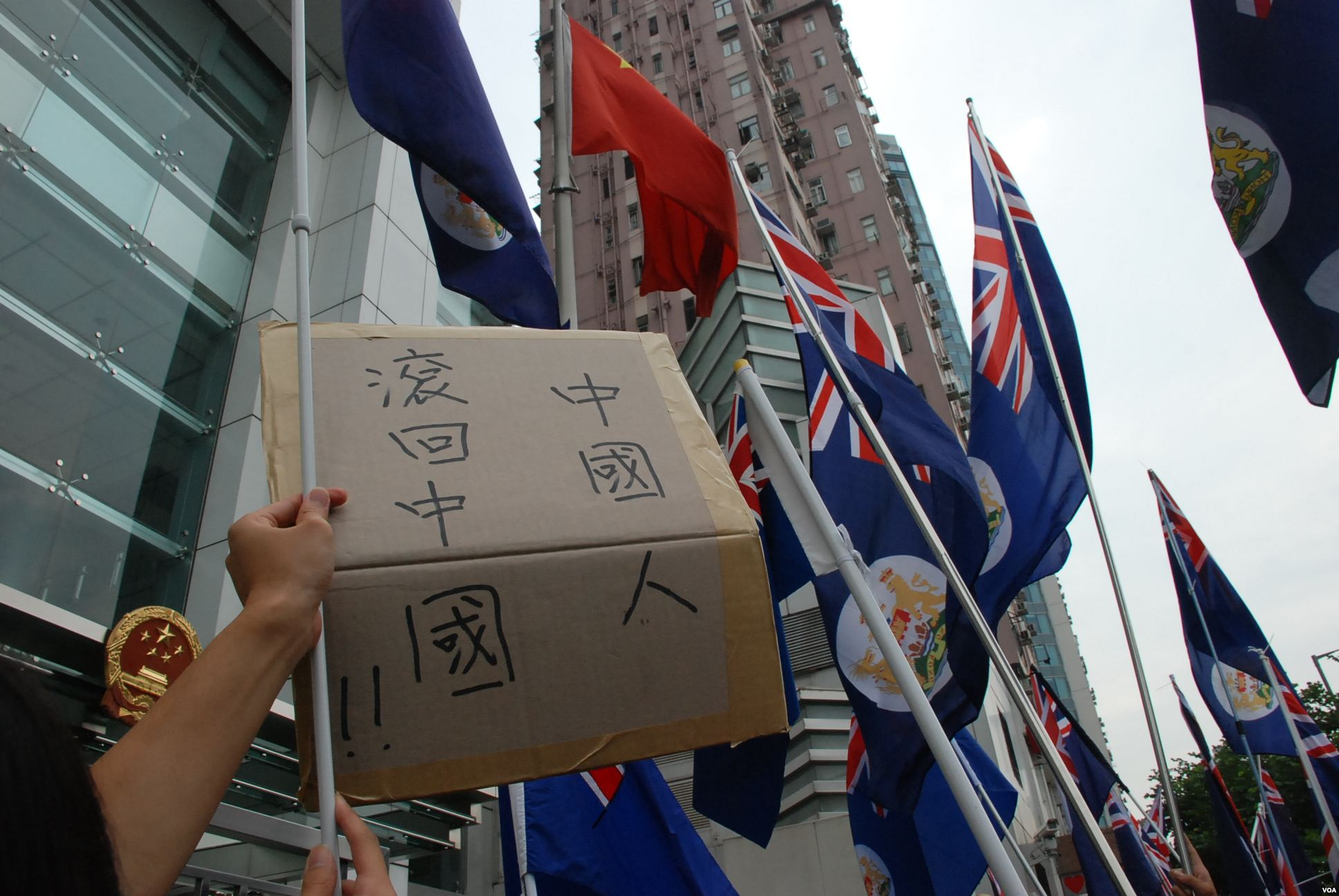
香港反中國示威者要求“中国人滚回中国”

| 国别   | 正面 | 负面 | 中立 | 正负面差 |
| ------ | ---- | ---- | ---- | -------- |
| 日本   | 12%  | 87%  | 1    | -75      |
|        | 14%  | 86%  | 0    | -72      |
| 瑞典   | 16%  | 83%  | 1    | -67      |
| 美国   | 16%  | 82%  | 2    | -66      |
|        | 19%  | 80%  | 1    | -61      |
| 荷蘭   | 21%  | 75%  | 4    | -54      |
| 德国   | 20%  | 74%  | 6    | -54      |
| 加拿大 | 21%  | 74%  | 5    | -53      |
| 英国   | 27%  | 69%  | 4    | -42      |
| 法國   | 26%  | 68%  | 6    | -42      |
| 西班牙 | 29%  | 63%  | 8    | -34      |
| 比利时 | 28%  | 61%  | 1    | -33      |
| 義大利 | 31%  | 64%  | 5    | -33      |
| 波蘭   | 28%  | 55%  | 17   | -25      |

| 国别   | 正面 | 负面 | 中立 | 正负面差 |
| ------ | ---- | ---- | ---- | -------- |
| 日本   | 9%   | 86%  | 5    | -77      |
| 瑞典   | 14%  | 85%  | 1    | -71      |
|        | 15%  | 81%  | 4    | -66      |
| 丹麦   | 22%  | 75%  | 3    | -53      |
| 英国   | 22%  | 74%  | 4    | -52      |
| 美国   | 22%  | 73%  | 5    | -51      |
|        | 24%  | 75%  | 1    | -51      |
| 加拿大 | 23%  | 73%  | 4    | -50      |
| 荷蘭   | 25%  | 73%  | 2    | -48      |
| 比利时 | 24%  | 71%  | 5    | -47      |
| 德国   | 25%  | 71%  | 4    | -46      |
| 法國   | 26%  | 70%  | 4    | -44      |
| 西班牙 | 36%  | 63%  | 1    | -27      |
| 義大利 | 38%  | 62%  | 0    | -24      |

| 国别/地名  | 正面 | 负面 | 中立 | 正负面差 |
| ---------- | ---- | ---- | ---- | -------- |
| 日本       | 14%  | 85%  | 2    | -71      |
| 瑞典       | 25%  | 70%  | 6    | -45      |
| 加拿大     | 27%  | 67%  | 5    | -40      |
| 美国       | 26%  | 60%  | 13   | -34      |
| 捷克       | 27%  | 57%  | 16   | -30      |
| 法國       | 33%  | 62%  | 5    | -29      |
|            | 34%  | 63%  | 2    | -29      |
| 臺灣       | 35%  | 61%  | 3    | -26      |
| 德国       | 34%  | 56%  | 11   | -22      |
| 荷蘭       | 36%  | 58%  | 6    | -22      |
|            | 36%  | 57%  | 7    | -21      |
| 義大利     | 37%  | 57%  | 7    | -20      |
| 英国       | 38%  | 55%  | 7    | -17      |
| 西班牙     | 39%  | 53%  | 8    | -14      |
| 菲律賓     | 42%  | 54%  | 4    | -12      |
| 斯洛伐克   | 40%  | 48%  | 12   | -8       |
| 印度尼西亞 | 36%  | 36%  | 27   | 0        |
| 匈牙利     | 40%  | 37%  | 24   | 3        |
| 南非       | 46%  | 35%  | 19   | 11       |
| 立陶宛     | 45%  | 33%  | 21   | 12       |
| 波蘭       | 47%  | 34%  | 19   | 13       |
| 希腊       | 51%  | 32%  | 17   | 19       |
| 阿根廷     | 47%  | 24%  | 29   | 23       |
| 巴西       | 51%  | 27%  | 22   | 24       |
| 墨西哥     | 50%  | 22%  | 28   | 28       |
|            | 58%  | 25%  | 16   | 33       |
| 保加利亚   | 55%  | 20%  | 25   | 35       |
| 以色列     | 66%  | 25%  | 9    | 41       |
| 乌克兰     | 57%  | 14%  | 28   | 43       |
| 黎巴嫩     | 68%  | 22%  | 10   | 46       |
| 突尼西亞   | 63%  | 16%  | 21   | 47       |
| 奈及利亞   | 70%  | 17%  | 13   | 53       |
| 俄羅斯     | 71%  | 18%  | 11   | 53       |

| 国别           | 正面 | 负面 | 正负面差 |
| -------------- | ---- | ---- | -------- |
| 西班牙         | 15%  | 68%  | –53      |
| 美国           | 22%  | 70%  | –48      |
| 印度           | 19%  | 60%  | –41      |
| 土耳其         | 29%  | 54%  | –25      |
| 法國           | 35%  | 60%  | –25      |
| 印度尼西亞     | 28%  | 50%  | –22      |
| 英国           | 37%  | 58%  | –21      |
| 德国           | 20%  | 35%  | –15      |
| 加拿大         | 37%  | 51%  | –14      |
|                | 46%  | 47%  | –1       |
| 巴西           | 45%  | 38%  | 7        |
| 希腊           | 37%  | 25%  | 12       |
| 秘魯           | 49%  | 34%  | 15       |
| 俄羅斯         | 44%  | 23%  | 21       |
| 墨西哥         | 55%  | 26%  | 29       |
|                | 63%  | 27%  | 36       |
| 巴基斯坦       | 63%  | 12%  | 51       |
| 奈及利亞       | 83%  | 9%   | 74       |
| 中华人民共和国 | 88%  | 10%  | 78       |

| 国别       | 正面 | 负面 | 正负面差 |
| ---------- | ---- | ---- | -------- |
| 捷克       | 25%  | 69%  | –44      |
| 法國       | 21%  | 63%  | –42      |
| 盧森堡     | 24%  | 61%  | –37      |
| 德国       | 26%  | 61%  | –35      |
| 瑞典       | 31%  | 64%  | –33      |
| 義大利     | 29%  | 60%  | –31      |
| 西班牙     | 29%  | 59%  | –30      |
| 荷蘭       | 32%  | 60%  | –28      |
| 丹麦       | 32%  | 59%  | –27      |
| 比利时     | 34%  | 61%  | –27      |
| 奥地利     | 34%  | 57%  | –23      |
| 芬兰       | 36%  | 55%  | –19      |
| 馬爾他     | 30%  | 47%  | –17      |
| 斯洛維尼亞 | 41%  | 53%  | –12      |
| 波蘭       | 37%  | 48%  | –11      |
| 匈牙利     | 40%  | 50%  | –10      |
| 葡萄牙     | 36%  | 45%  | –9       |
| 斯洛伐克   | 36%  | 44%  | –8       |
| 愛爾蘭     | 39%  | 47%  | –8       |
| 希腊       | 45%  | 49%  | –4       |
| 英国       | 39%  | 41%  | –2       |
| 爱沙尼亚   | 43%  | 35%  | 8        |
| 立陶宛     | 49%  | 36%  | 13       |
|            | 54%  | 39%  | 15       |
| 保加利亚   | 47%  | 31%  | 16       |
| 羅馬尼亞   | 56%  | 34%  | 22       |
| 拉脫維亞   | 51%  | 29%  | 22       |
| 賽普勒斯   | 58%  | 27%  | 31       |

反中華人民共和國，又稱反中、反中國及反中國因素，是指對中華人民共和國的厭惡和反感情緒，反對其政府的所作所為，和反對其社会制度與意識形態的不同。
由於中華人民共和國屬黨國體制，因此反中國共產黨又經常被中華人民共和國政府及民间看作等同於反中華人民共和國。
對中國大陸政府的反感，可能延伸为對於其普通人民反感的言論及行爲。《紐約時報》專欄作者曾使用「全世界六分之一的說漢語的人」代指「中國（政府）」，並宣稱「六分之一的人類（即中國人）」在「犯錯」。

## 反中華人民共和國理由
反中華人民共和國人士有着許多不同的理由，其中占主流的有：反对中國共產黨在中華人民共和國的一黨執政及專制統治，以致其國內的民主與人權長期受到打壓，異見人士被拘捕以及人身安全受到威脅；反对中華人民共和國對於內部分離主義的強力壓制等。
另外，部份反中華人民共和國人士的原因是基于反對共產主義、出于對於中國共產黨的反感，如日本右翼代表人物，时任东京都知事石原慎太郎在2010年接受《南方人物週刊》訪問時，就宣稱他反對中國共產黨，但喜愛中國傳統文化，並不反華。
在經濟持续成長之下，中華人民共和國對外力量大增，周圍國家對於中華人民共和國以國家資本主義進行对外扩张的憂慮增加，又對外長期傾向霸權主義與新帝國主義，其帶有民族主義情緒，與周邊國家有領土上的爭議，使各國內部產生中国威胁论的論點。例如台灣太陽花學運，反映台灣年輕人對於中國大陸威脅的焦慮，特別是中國大陸透過政治及經濟力量來影響台灣內部的民主發展。2012年，台灣民主進步黨主席蔡英文與中國大陸流亡異議人士王丹進行對談時，蔡英文就曾提出民進黨不反中國大陸，但是反對中華人民共和國霸權與不民主。
中國大陸遊客在觀光時的粗魯及不文明行為，亦造成國際上對於中華人民共和國國民的觀感不佳。如香港的蝗蟲論，這也造成了反中國大陸的情緒增長。
習近平自2012年出任中共中央總書記後，中華人民共和國人權狀況持續惡化，大量新疆維吾爾族被送入再教育營，加上習近平下令中國外交官展開「戰狼外交」，這些都加劇了中華人民共和國的負面形象。
進入2020年，因武漢市最先爆發的新冠疫情蔓延至全球和中國外交官接連發動的戰狼外交，嚴重損害了中國的國際形象，民意調查結果顯示世界多國人民對中國的印象持續惡化。
2022年8月31日，聯合國人權事務高級專員蜜雪兒·巴切萊發表《評估新疆狀況的報告》，指新疆有嚴重侵犯人權情況，並認為虐待維吾爾族的指控可信。這份報告成為人權關注團體指控中國當局的有力證據。

## 对反中華人民共和國的界定与解释
反對中華人民共和國，不必然等於反對或不認同華人或中華文化，但常常會被等同於反華，因為中華人民共和國政府在國際上大多數國家認為是中國的唯一合法政府，是中國與全球華人的唯一代表，因此中華人民共和國政府將反對其政權或政策的論述，擴大劃為對中國、中國人民、中國文化或中華文化的全盤反對行為。不認同中華人民共和國為中國或中華唯一代表的人士，也經常將反對中華人民共和國政府以及中華人民共和國政府不支持的任何舉動，皆等同於反中華人民共和國、反華，例如支持西藏獨立運動或台灣獨立運動。例如在香港，部分親共人士曾設立一個名為「反泛民，救香港」網站，將泛民主派人士列為反華的「漢奸人渣」、「反中亂港」。
台灣中央研究院社會學所副研究員吳介民出版的《第三種中國想像：中國因素與台灣民主》中，認為中華人民共和國因素威脅了台灣民主發展。但他主張將中華人民共和國政府與中國大陸人民分開對待，認為應在親中華人民共和國與反中華人民共和國兩個方向中，建立第三條道路，希望台灣與大陸民主派份子及各公民社團積極交往，不要只著眼在中華人民共和國政府及中國共產黨。民進黨前主席謝長廷於2014年1月14日接受《中國時報》專訪，他認為，台灣雖然反對被中華人民共和國政府統治，這種情緒不應該擴及中國人民，不應該對中國大陸來台的配偶或留學生存有負面心態。同为民进党前主席的林義雄则主張台灣應該要與中華人民共和國發展國家與國家之間的良性互動，不要進行國際政治上的對抗，這個主張獲得名嘴董智森的支持。

## 反中華人民共和國情況

### 中国大陆
1980年代，面对中国大陆与香港、台湾和西方国家在经济上的巨大差距，中国社会和知识分子奉行全盘西化论。
1989年六四天安门事件前，以纪录片《河殇》为代表的1980年代中国大陆文化思潮，中国及中华文明被彻底否定。
进入21世纪，在中国经济崛起、国力增强的背景下，中国社会转由民族主义情绪所主导。但公民个人表达对中华人民共和国的不滿並非罕见，並透過网络将此类情绪扩展开来。你国、貴國由表达反共情绪的词汇演变成表达反中情绪的词汇，你支、贵支亦是由支那演绎而来的反中词汇。同时，反中的人士不一定会在現實生活中表露真实的反中情绪。如2018年4月发生的田佳良事件中的当事人在网络上发表一系“反华、精日”言论，日常生活中却表态“热爱祖国、热爱中国共产党”。

### 香港
中共在第二次國共內戰取得勝利後，部分反共的內地人都南移香港扎根，包括國民黨員、知識分子和資本家。親中共的左派於香港發起六七暴動，被港英政府鎮壓後，香港人的本土意識增強，反共意識亦隨之萌芽。之後香港經歷過支持保釣、六四天安门事件等支援中國民主的社會運動。由六四發生後至到香港回歸，反對和恐懼中华人民共和国和中国共产党的心理在不分香港人心中一直揮之不去，包括那些已經移民外國的部分香港人。
2003年香港簽訂了CEPA，港澳個人遊開通，愈來愈多來自內地的新移民移居香港，使到教育、醫療、房屋等社會資源和就業市場變得緊絀，不少香港人均要直接面對內地人搶奪資源的挑戰，部分新移民更有組織涉種票擴大建制派的支持盤，內地遊客大量湧進香港購物並排擠本地消費需求，以及佔用香港醫療資源，嚴重影響民生。又因內地的食物安全問題嚴重，政府又打擊不力，使民眾大量湧到鄰近的香港搶購所需，例如嬰兒奶粉等，引致市面供應缺乏，直接影響香港人的日常生活。此外中華人民共和國成為世界貿易組織的成員國之後，香港不再是中国内地和西方经贸交流的唯一中转站，在面对深圳等内地城市的竞争中因为劳动力成本较高等原因不敌后者导致香港经济發展放緩，生活成本上涨，因而一些香港人将这归咎于北京政府。兩者文化和心態的差距已影響香港人的日常生活，使部分香港人原本的反共心態，已經走向反對中国民族主义、反大一統思想和拒絕中国中心主义，以及擴大至反對基本法第二十三條、「德育及國民教育科」和所有試圖促進中港融合的政策。2014年發起雨傘運動後，香港的反中情緒遞增，並於2019年發起反對逃犯条例修订運動後推至高峰，直到全國人大於2020年中通過港區國安法後才稍為緩和。

### 臺灣
在1949年後，因第二次国共内战战事失利，由中國國民黨執政的中華民國政府撤退至臺灣，宣稱仍擁有中國大陸的完整主權；在中國大陸成立的中華人民共和國，也自稱為中國唯一合法代表，宣稱擁有所有中國領土（包括臺灣）的主權，但至今仍未能夠統治臺灣。
在臺灣，現在對於中國大陸關係應如何發展，長期以來存在爭議。目前傾向反中華人民共和國的政黨有民主進步黨、時代力量、台灣基進等，而傾向和大陸合作的國民黨、新黨、台灣民眾黨等，則被部分民眾（多為綠營支持者）認為是親中華人民共和國政黨。但在民進黨中也有人主張與中華人民共和國發展更和諧關係，其中以許信良、謝長廷等人為代表；而陳水扁、蘇貞昌等人則被視為是反中派台湾的反中情绪普遍出现在许多台湾人，包括年轻人，只认同我是「台湾人」的身分，绝大多数的台湾人对中国感到厌恶，台湾政界人士彭明敏表示，很多台湾人也认为中国人落后和不文明。根据台湾陆委会2023年的一项调查，95%的台湾人认为中国对台湾是威脅、中国对台湾不友善。

### 日本
日本右翼團體反對北京政府一直宣傳及宣稱擁有尖閣諸島的主權，以及不滿中國經常批評政治人物參拜靖國神社及對相關人士的抵制行動，他們宣傳中國威脅論，不少日本的政治人物，在左中右各黨派都有反中人士。
另外，在習近平于2012年11月中共十八屆一中全會上接任中共中央總書記後，中國國內的民族主義情緒高漲，中國民眾經常因維護國家尊嚴和民族尊嚴的緣故，在網路上或現實中屢屢發生仇外事件，導致日本民眾近幾年普遍對中國反感度倍增。

### 越南
越南與中華人民共和國之間有在南海領土的主權爭議，雙方皆主张擁有部分南海島嶼。
2014年5月，中華人民共和國在越南社會主義共和國周邊的爭議海域著手開鑿油田的準備工作。5月2日開始，越南社會主義共和國海巡船開始接近爭議海域中的中華人民共和國鑽油平台。5月12日，中華人民共和國和越南社會主義共和國的海巡船在西沙群島的鑽油平台附近對峙，用水砲互相攻擊。5月13日，越南社會主義共和國國內發動反中遊行抗議，在平陽省演變成暴動，連累多國華人。在中華人民共和國媒體中，稱此次事件為排華暴動，包括美國、日本與台灣等地媒體，則稱為反中暴動。

### 菲律賓
菲律賓與中華人民共和國之間存在領土爭議，雙方皆主张擁有部分南海島嶼。其中包括黃岩島的主權爭議。
2012年，中國大陸漁民至黃岩島捕魚，菲律賓前往驅趕，中華人民共和國與菲律賓共和國爆發衝突。菲律賓共和國民間發動反中遊行。菲律賓共和國其後把南海自行改名為「西菲律賓海」。

### 印度尼西亞
印度尼西亞因歷史問題以及經濟因素，過去曾出現多次排華，例如九三〇事件、黑色五月暴動等等。